# Штайнер, Марк
Марк Штайнер (ивр. מרק שטיינר‎; 6 мая 1942, Бронкс, Нью-Йорк — 6 апреля 2020, Иерусалим) — израильский философ математики, профессор философии.

## Биография
Марк Штайнер родился в боро Бронкс (Нью-Йорк). В 1965 году окончил Колумбийский университет, затем учился в Оксфордском университете по программе Фулбрайта. Получил докторскую степень (PhD) в Принстонском университете в 1972 году после защиты докторской диссертации под названием «О математических знаниях». Штайнер преподавал в Колумбийском университете с 1970 по 1977 год. Затем преподавал философию математики и физики в Еврейском университете Иерусалима.
Умер 6 апреля 2020 года от последствий коронавирусной инфекции.

## Научная деятельность
Наибольшую известность ему принесла его монография «Применимость математики как философская проблема» (1998), посвящённая объяснению прикладной применимости математики в физике. Книгу можно рассматривать как расширенное размышление над вопросами, поднятыми в статье Юджина Вигнера «Непостижимая эффективность математики в естественных науках». Штайнер также является автором книги «Математические знания».